# 에콰도르의 세계유산

에콰도르의 세계유산은 세계유산 위원회를 거쳐 유네스코 세계유산에 등재된 에콰도르의 세계유산을 일컫는다. 에콰도르는 1975년 6월 16일 유네스코 협약에 비준한 이래, 3건의 문화유산과 2건의 자연유산을 보유하고 있다.

## 목록

### 문화유산
| No. | 사진 | 등록명                     | 소재지                                          | 등록년도 | 등록기준          | 유네스코 지정번호 | 비고            |
| 1   |      | 키토                       | 피친차주                                        | 1978년   | (ⅱ), (ⅳ)          | 2                 |                 |
| 2   |      | 쿠엥카 역사지구            | 아수아이주                                      | 1999년   | (ⅱ), (ⅳ), (ⅴ)     | 863               |                 |
| 3   |      | 카팍냔 - 안데스의 도로체계 | 에콰도르 볼리비아 아르헨티나 칠레 콜롬비아 페루 | 2014년   | (ⅰ), (ⅲ) (ⅳ), (ⅵ) | 1459              | 6개국 공동 등재 |

### 복합유산
| No. | 사진                                 | 등록명          | 소재지                                   | 등록년도      | 등록기준          | 유네스코 지정번호 | 비고 |
| 1   | 플로레아나섬 갈라파고스 바다이구아나 | 갈라파고스 제도 | 갈라파고스주                             | 1978년 2001년 | (ⅶ), (ⅷ) (ⅸ), (ⅹ) | 1                 |      |
| 2   | 상가이산                             | 상가이 국립공원 | 모로나산티아고주 침보라소주 퉁구라우아주 | 1983년        | (ⅶ), (ⅷ) (ⅸ), (ⅹ) | 260               |      |

## 지역별 분포
문화유산
 자연유산
 복합유산